# Anton Haus

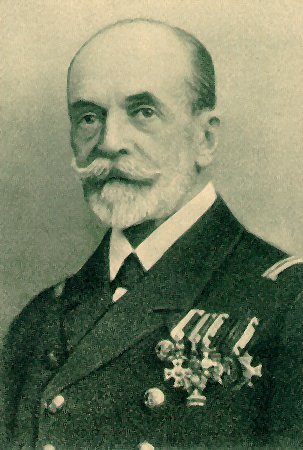
Anton Haus (1914)

Anton Johann Haus, postum Freiherr Haus von Hohenwart (* 13. Juni 1851 in Tolmein, Österreichisches Küstenland; † 8. Februar 1917 in Pola, Kronland Görz und Gradisca), war seit 1913 Oberbefehlshaber der kaiserlichen und königlichen Kriegsmarine von Österreich-Ungarn, seit 1916 im Range eines Großadmirals.

## Leben

### Familie
Die Vorfahren waren von Windischgrätz nach Tolmein gezogen, wo der Großvater von Anton Haus Bürgermeister war. Anton Haus ist bei seinem Vater, dem Wirtschaftsbesitzer Josef Matthias Haus und der Mutter Marija Walter (1817–1892), Tochter des slowenischen Malers Franz Walter aufgewachsen.
Haus hatte zwei Schwestern, (Matilda, Katharina) und einen Bruder (Gustav). Eine Schwester war die Komponistin Katharina von Escherich (Kitty). Haus heiratete 1887 seine Cousine Anna Karoline Trenz (1857–1924). Haus wurde dadurch Onkel von Ana Kessler, die 1913 den slowenischen Dichter Oton Župančič heiratete sowie von Vera Albreht und Mici Čop.
Der US-amerikanische Physiker Hermann A. Haus war sein Enkel.

### Militärkarriere
Nach seinem Eintritt in die k.u.k. Kriegsmarine im Jahr 1869 wurde Haus Lehrer an der Marineakademie Fiume. In dieser Zeit veröffentlichte er sein Buch Grundzüge der Oceanographie und maritimen Meteorologie (1891). 1901 wurde ihm der Befehl über den Panzerkreuzer Kaiserin und Königin Maria Theresia übertragen, mit dem er die anderen Großmächte bei der Niederschlagung des Boxeraufstands in China unterstützte. Er blieb, nachdem sich die Lage wieder beruhigt hatte, noch bis 1902 in Peking.
Nach seiner Rückkehr nach Österreich-Ungarn wurde Haus 1907 in Anerkennung seiner Verdienste zum Vizeadmiral befördert. Im gleichen Jahr nahm er von Mai bis Oktober als Abgesandter Österreich-Ungarns an der zweiten der Haager Friedenskonferenzen teil. 1912 wurde Haus zum Flotteninspekteur und am 24. Februar 1913, nach der Pensionierung Rudolf Montecuccolis, zum Oberbefehlshaber der Kriegsmarine ernannt.

### Erster Weltkrieg
Als sich während des Ersten Weltkriegs der Seitenwechsel Italiens 1915 abzuzeichnen begann, befahl Haus der Flotte ständige Alarmbereitschaft. Bei Kriegserklärung ließ er auslaufen und in einem Handstreich die italienischen Eisenbahnlinien entlang der Adriaküste zur Überraschung der Italiener mit Artilleriebeschuss zerstören. Den österreichisch-ungarischen Truppen wurde somit Zeit gewonnen, die benötigt wurde, um die neu entstandene Front im Gebirge zu verstärken. Haus verhinderte damit den geplanten schnellen Aufmarsch der Italiener in Venetien und trug entscheidend zur Stabilisierung der Lage bei. Die Front hielt letztlich bis 1918.
Trotz aller Kritik – besonders von deutscher Seite – vertrat Haus, der sich als hervorragender Stratege bewährt hatte, die Ansicht, dass die k.u.k. Kriegsmarine unnötigen Risiken aus dem Weg gehen müsse, um als „Präsenzflotte“ möglichst viele Feindkräfte zu binden und die lange istrische und dalmatische Küste vor Einwirkung des Gegners und möglichen Landungsoperationen zu schützen. Die Flotte wurde unter seiner Führung somit hauptsächlich als Abschreckungswaffe im Mittelmeer eingesetzt, an Einsätzen in der Nordsee und im Atlantik beteiligte man sich nicht, sondern überließ diese der deutschen Kaiserlichen Marine. In dieser Haltung wurde er von Kaiser Franz Joseph I. und dem k.u.k. Marinesektion unterstützt. Seine Nachfolger, Karl Kailer von Kaltenfels und Maximilian Njegovan, behielten diese Linie bei.
Am 12. Mai 1916 ernannte Kaiser Franz Joseph I. Anton Haus als ersten und einzigen Oberbefehlshaber der k.u.k. Kriegsmarine zum Großadmiral.

### Tod

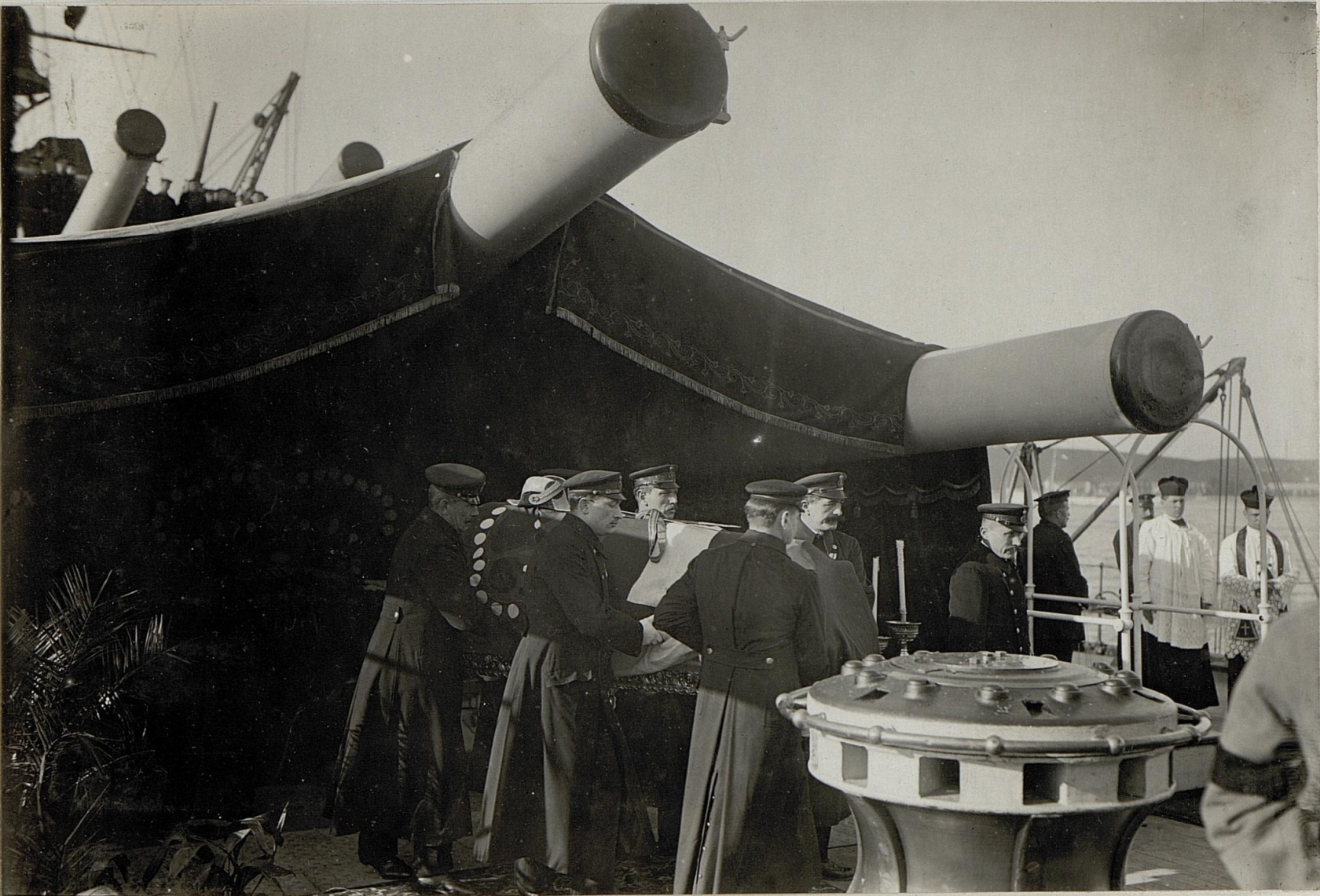
Beerdigung in Pola von Bord der Viribus Unitis

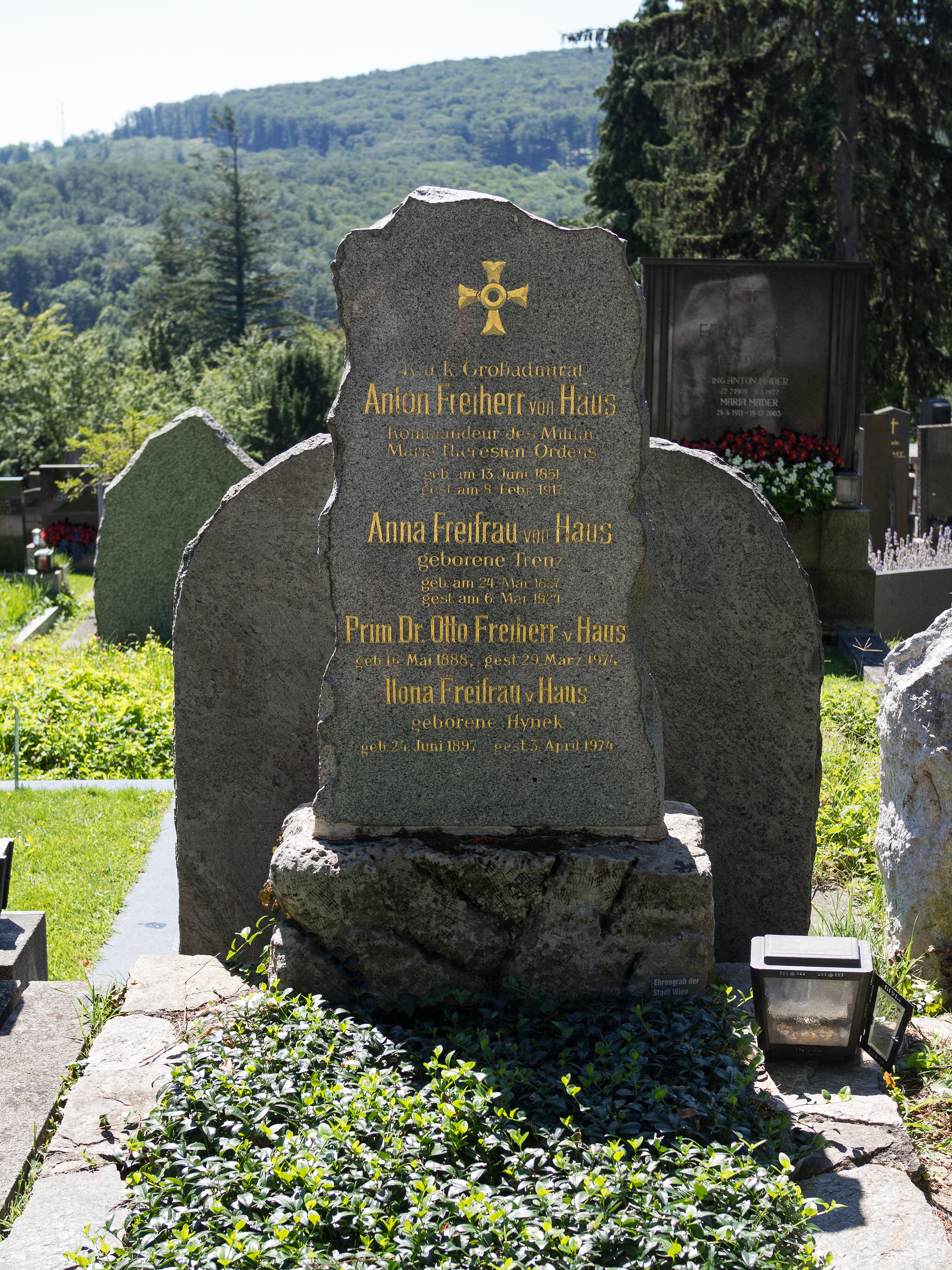
Grab von Anton von Haus auf dem Hütteldorfer Friedhof

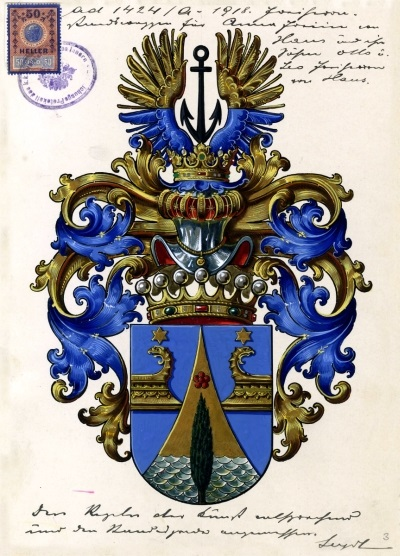
Wappen der Nachkommen des Großadmirals, 1918

Haus verstarb am 8. Februar 1917 in Pola an Bord seines Flaggschiffs Viribus Unitis im Alter von 66 Jahren an einer Lungenentzündung. Am 27. Oktober 1917 verlieh ihm Kaiser Karl postum das Kommandeurskreuz des Militär-Maria-Theresien-Ordens, wodurch seine Nachkommen aufgrund der Ordensstatuten automatisch in den Freiherrnstand erhoben wurden. Die Familie konnte ihren Adelstitel im Königreich Jugoslawien beibehalten.
Haus wurde in Anwesenheit von Kaiser Karl in Pola bestattet, das 1918 italienisch wurde. Auf Betreiben des Marineverbands wurde er 1925 nach Wien überführt und erhielt ein Ehrengrab auf dem Hütteldorfer Friedhof. Im Gräberverzeichnis der Bestattung Wien wird er als Anton Johann Haus Freiherr von Hohernwart geführt. Im selben Grab sind auch seine Ehefrau Anna sowie sein Sohn, der Arzt Otto Maximilian Haus und dessen Ehefrau Ilona, geborene Hynek bestattet.

## Trivia
Die 1913/14 eingeführte graue Farbe der Schiffe und Boote der k.u.k. Kriegsmarine wurde im Marinejargon scherzhaft als Hausian bezeichnet.

## Museale Rezeption
Im Marinesaal des Wiener Heeresgeschichtlichen Museums ist eine marmorne Porträtbüste, Anton Haus darstellend, von Miklós Ligeti ausgestellt. Darüber hinaus sind auch Porträts des Großadmirals zu sehen.